# Василий Мишченко
Василий Константинович Мишченко (роден на 22 юли 1955 г., Шолоховски, Ростовска област, СССР) е съветски и руски актьор и театрален и филмов режисьор, филмов продуцент. Заслужил артист на Руската федерация (2001). По-малък брат е на Виктор Мишченко.

## Биография
Василий Мищенко е роден и израснал на Дон в миньорското селище Шолоховски в работническо семейство. Влиза в курсовете на театрални артисти за млади зрители във Волгоград. Година по-късно отива на военна служба и след като я отбива, заминава за Москва.
През 1980 г. завършва Държавния институт за театрално изкуство на името на А. В. Луначарски (първият випуск на курса на О. Табаков).
От 1981 г. служи в трупата на московския театър „Съвременник“.
През 1980 г. той участва във филма „Спасителят“ на режисьора Сергей Соловьов, който получава награда на филмовия фестивал във Венеция. Оттогава се снима активно в киното, а от 1998 г. режисира филми.
От 90-те години на XX до 10-те години на XXI век озвучава реклами (Best Direct, Teleshop, TV Sale и други).
През 2009 г. като режисьор поставя в театър „Гогол“ пиесата „И на сутринта се събудиха“ по незавършената повест на Василий Шукшин.
От 2015 г. до 2017 г. е ръководител на семинара „Филмова и телевизионна режисура“ във ВГИК, а от 2019 г. е преподавател в Института за театрално изкуство на името на народния артист на СССР Йосиф Кобзон.

## Политическа позиция
През март 2022 г. Василий Мищенко подкрепя военната инвазия на Русия в Украйна.